# ناحية مركز السلمية
ناحية مركز السلمية إحدى نواحي سوريا تتبع إداريّاً لمحافظة حماة منطقة السلمية ومركزها مدينة السلمية، بلغ تعداد سكان الناحية 115,300 نسمة حسب التعداد السكاني لعام 2004.

## مدن وبلدات وقرى ناحية مركز السلمية
علي كاسون (الشيخ علي)، السلمية، البردونة، البويضة، دنين، دنيبة، دويبة، فان قبلي، الغاوي، حلبان، جمالة، الكافات، الكريم، الخفية، خنيفس، كيتلون، المالحة، مرج مطر، فان وسطاني، نوى، العيور، قبلهات، قبة الكردي، الربا، السبيل، صفاوي، السمنة، سباع، شكارة، الشيخ علي، الشيخ ريح، سنيدة، تل عدا، تل ذهب، تل حسن باشا، تل خزنة، تل سنان، تلدرة، الثورة (أم قلق)، ذيل العجل، طيبة التركي، تلول الحمر، طراد، الطوبا، أم العمد، أم توينة، زغرين (الهوية).